# Gipf-Oberfrick
Gipf-Oberfrick is een gemeente en plaats in het Zwitserse kanton Aargau en maakt deel uit van het district Laufenburg.
Gipf-Oberfrick telt 3.505 inwoners.